# Edgar Vercruysse
Pour les articles homonymes, voir Vercruysse.
Edgar Theophile Ghislain Vercruysse, né le 4 février 1864 à Saint-Nicolas et décédé le 9 juin 1922 à Anvers fut un homme politique belge du Parti catholique.
Vercruysse fut industriel; il fut élu sénateur de l'arrondissement d'Anvers (1919-22), en suppléance de Louis Le Clef.

## Sources
- Bio sur ODIS